# T-검정
t-검정(t-test) 또는 스튜던트 t-테스트(Student's t-test)는 검정통계량이 귀무가설 하에서 t-분포를 따르는 통계적 가설 검정법으로, 두 집단 간의 차이가 통계적으로 유의한지 검정하기 위해 사용된다.
t-검정은 일반적으로 검정통계량이 정규 분포를 따르며 분포와 관련된 스케일링 변숫값들이 알려진 경우에 사용한다. 이때 모집단의 분산과 같은 스케일링 항을 알 수 없으나, 이를 데이터를 기반으로 한 추정값으로 대체하면 검정통계량은 t-분포를 따른다.
t-검정은 두 모집단 간의 평균이 유의하게 다른지를 검정하는 데에 적용할 수 있다. 많은 경우 t-검정은 Z-검정과 유사한 결과를 내는데, 이는 데이터 집합의 크기가 커질수록 전자가 후자의 결과로 수렴하기 때문이다.

## 역사

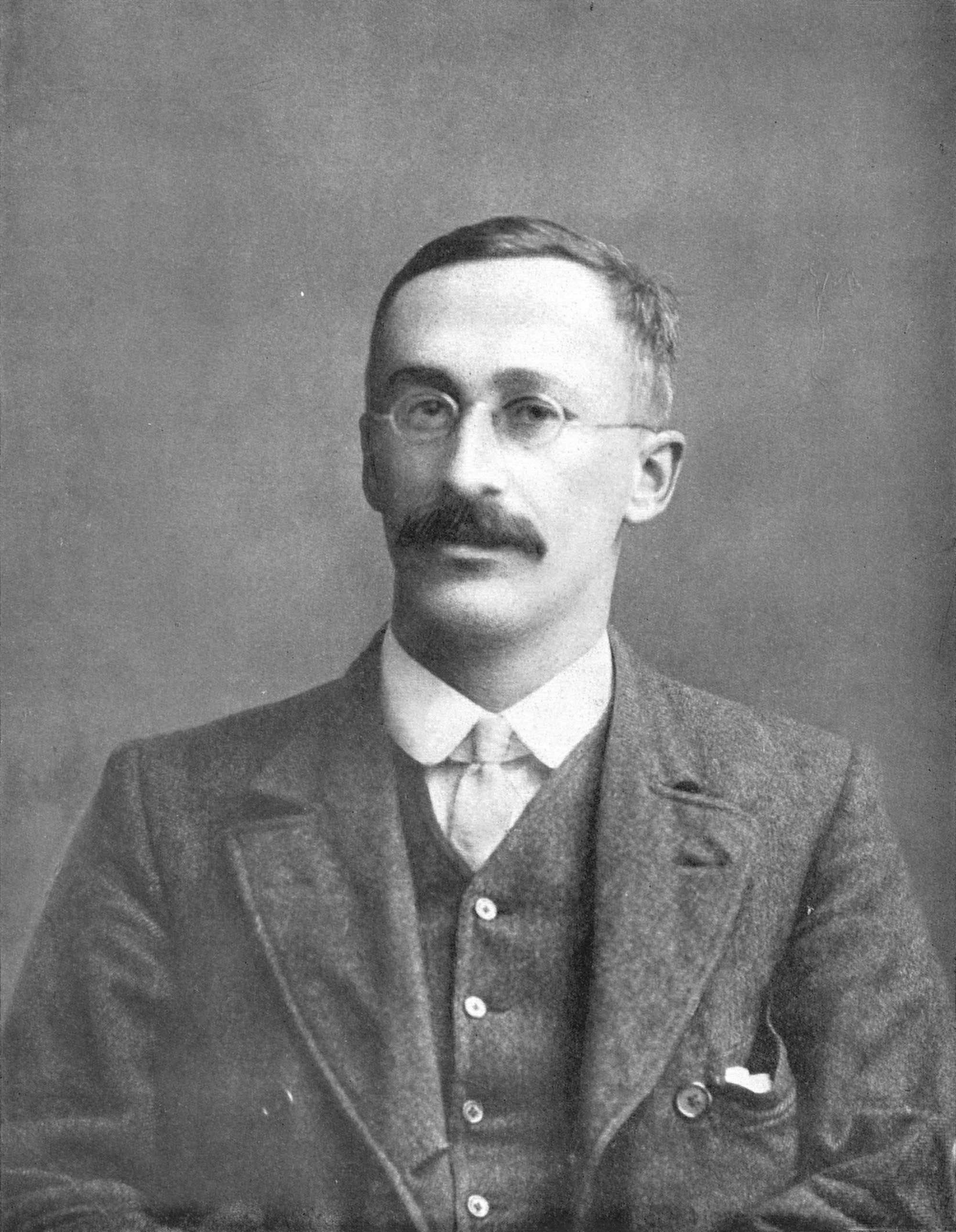
t-테스트를 스튜던트라는 필명으로 발표한 윌리엄 실리 고셋의 사진.

t-분포는 1876년에 프리드리히 로베르트 헬메르트와 야콥 뤼로스에 의해 사후검정법 중 하나로 유도되는데, 1895년에는 칼 피어슨에 의해 피어슨 분포 4형의 특별한 꼴임이 밝혀졌다. 스튜던트 t 분포라는 이름은 1906년부터 1907년까지 유니버시티 칼리지 런던의 칼 피어슨 휘하 연구실에 있었던 윌리엄 실리 고셋이 1908년 과학 학술지인 《바이오메트리카Biometrika》에 스튜던트라는 필명으로 논문을 제출한 데에서 기인했다. 로널드 피셔가 이 분포를 소개하면서 '스튜던트 t-분포', '스튜던트 t-테스트'라는 이름을 사용해 널리 알려지게 되었다.

## 예
t-테스트는 독립된 또는 종속된(대응된) 두집단의 비교에서 유용하다. 일반적인 연구설계나 논문등에서 t-검정(t檢定)은 두 평균 등 비교값이 의미 있게 차이가 나는지를 검사하는 방법으로 많이 사용된다. 영가설 하에서 t-분포를 이루는 통계치를 사용한다. t-테스트는 일반적으로 영가설 기각여부에 앞서서 등분산성(homoskedasticity)을 검증하는 전단계를 갖는다. 스튜던트 t-검정(Student t檢定)으로도 불리며 두 표본 평균 간의 차이에 대한 유의성을 결정하는 데 유용한 통계적 방법이다.

## 통계프로그램
IBM SPSS는 T-테스트에서 영가설의 임계치(α) 영역(영가설 기각 유무)을 확인할 수 있는 P값(유의확률)인 sig를 제시한다. PSPP에서도 이와같이 sig 값을 보여준다.
(예) α < sig(P) 이면 영가설 채택(영가설 기각불가)
(예) α > sig(P) 이면 영가설 기각 (대립가설 채택 - 통계적으로 유의미하다)
이러한 IBM SPSS , PSPP, R, SAS등의 통계프로그램의 가설검증은 가독성을 높이는 P값(유의확률) sig를 보여준다는 점에서 T-테스트뿐만아니라 분산분석,회귀분석등에서 일관되게 편리성을 제공한다.

## Z테스트
Z-테스트로부터 T-테스트 값을 계산하여 추정할 수 있다.
{\displaystyle T=Z10+50}

## 같이 보기
- ANOVA
- F테스트
- 추정이론
- T 점수(T-score)
- T 테이블

## 주해
1. ↑  고셋을 고용한 기네스에서는 기업의 비밀 엄수를 위해 원래 논문의 발표를 허용하지 않았으나, 특별히 필명을 사용한다는 조건으로 허용한 것이다.[9]